# Coupe de Luxembourg 1967-1968
La Coppa di Lussemburgo 1967-1968 è stata la 43ª edizione della coppa nazionale lussemburghese disputata tra il 20 agosto 1967 e il 17 maggio 1968 e conclusa con la vittoria del Rumelange, al suo primo titolo.

## Formula
Eliminazione diretta in gara unica.

### Turno di qualificazione
| Squadra 1                  | Risultato   | Squadra 2             |
| -------------------------- | ----------- | --------------------- |
| 20 agosto 1967             |             |                       |
| Claravallis Clervaux       | 3 − 4 (dts) | Kischpelt Wilwerwiltz |
| Gold a Ro't Wiltz          | 8 − 0       | Tarwat Tarchamps      |
| Hamm 37                    | 6 − 1       | Luna Oberkorn         |
| Harlange                   | 1 − 0       | Sporting Mertzig      |
| Jeunesse Biwer             | 3 − 1       | Arantia Berdorf       |
| Sandweiler                 | 11 − 3      | Alisontia Steinsel    |
| US Bascharage              | 2 − 1       | US Moutfort/Medingen  |
| Yellow Boys Weiler-la-Tour | 4 − 2       | Swift Hesperange      |

| Squadra 1             | Risultato   | Squadra 2        |
| --------------------- | ----------- | ---------------- |
| 23 agosto 1967        |             |                  |
| Red Black Pfaffenthal | 2 − 2 (dts) | Jeunesse 07 Kayl |

### 1º Turno preliminare
| Squadra 1                  | Risultato   | Squadra 2                   |
| -------------------------- | ----------- | --------------------------- |
| 27 agosto 1967             |             |                             |
| Atert Bissen               | 7 − 2       | Blo-Weiss Madernach         |
| Avenir Flaxweiler          | 1 − 7       | Jeunesse Hautcharage        |
| Beyren                     | 3 − 1       | Kopstal 33                  |
| Blue Boys Muhlenbach       | 6 − 0       | Etoile Sportive Schouweiler |
| Boevange/Attert            | 6 − 0       | Les Montagnards Weiswampach |
| Differdange                | 9 − 0       | Remich                      |
| Ehlerange                  | 2 − 3       | Progrès Grund               |
| Folschette                 | 1 − 7       | Jeunesse Biwer              |
| Hobscheid                  | 3 − 0       | Sanem                       |
| Iska Boys Simmern          | 1 − 8       | Victoria Rosport            |
| Jeunesse 07 Kayl           | 5 − 1       | Mondercange                 |
| Jeunesse Useldange         | 4 − 4 (dts) | Sporting Beckerich          |
| Marisca Mersch             | 7 − 0       | Blo-Giel Hupperdange        |
| Mertert                    | 5 − 1       | Harlange                    |
| Minerva Lintgen            | 8 − 7       | Jeunesse Junglinster        |
| Minière Lasauvage          | 8 − 0       | AS Luxembourg               |
| Old Boys Consdorf          | 0 − 5       | Gold a Ro't Wiltz           |
| Orania Vianden             | 10 − 2      | US Niederwiltz              |
| Pratzerthal                | 5 − 2       | Jeunesse Gilsdorf           |
| Rodange                    | 2 − 3       | Kischpelt Wilwerwiltz       |
| Rupensia Larochette        | 3 − 12      | Lorentzweiler               |
| Sandweiler                 | 3 − 2       | Blo-Weiss Itzig             |
| Sporting Bertrange         | 0 − 5       | Olympique Eischen           |
| Tricolore Gasperich        | 4 − 0       | Red Boys Aspelt             |
| US Bascharage              | 2 − 1 (dts) | Jeunesse Koerich            |
| US Esch                    | 6 − 1       | Noertzange                  |
| Vinesca Ehnen              | 1 − 2       | Mansfeldia Clausen          |
| Yellow Boys Weiler-la-Tour | 8 − 1       | Hamm 37                     |

### 2º Turno preliminare
| Squadra 1                  | Risultato   | Squadra 2             |
| -------------------------- | ----------- | --------------------- |
| 3 settembre 1967           |             |                       |
| Atert Bissen               | 1 − 2       | Lorentzweiler         |
| Beyren                     | 3 − 2       | Boevange/Attert       |
| Blue Boys Muhlenbach       | 2 − 1       | Mansfeldia Clausen    |
| Gold a Ro't Wiltz          | 0 − 0 (dts) | Marisca Mersch        |
| Hobscheid                  | 4 − 2       | Differdange           |
| Jeunesse Biwer             | 4 − 0       | Kischpelt Wilwerwiltz |
| Jeunesse Hautcharage       | 3 − 5       | Minière Lasauvage     |
| Mertert                    | 9 − 1       | Pratzerthal           |
| Olympique Eischen          | 5 − 1       | Sandweiler            |
| Orania Vianden             | 7 − 0       | Minerva Lintgen       |
| Progrès Grund              | 3 − 10      | Jeunesse 07 Kayl      |
| US Bascharage              | 0 − 3       | Tricolore Gasperich   |
| Victoria Rosport           | 4 − 3       | Jeunesse Useldange    |
| Yellow Boys Weiler-la-Tour | 4 − 1       | US Esch               |

### 3º Turno preliminare
| Squadra 1                  | Risultato   | Squadra 2                   |
| -------------------------- | ----------- | --------------------------- |
| 1° ottobre 1967            |             |                             |
| Alliance Dudelange         | 6 − 1       | Tetange                     |
| Beyren                     | 1 − 2       | Jeunesse Wasserbillig       |
| CS Hollerich               | 5 − 1       | Racing Troisvierges         |
| Daring Echternach          | 0 − 5       | Fola Esch                   |
| Etzella Ettelbruck         | 1 − 0       | Egalité Weimerskirch        |
| Grevenmacher               | 10 − 3      | Hobscheid                   |
| Mertert                    | 3 − 1       | Blue Boys Muhlenbach        |
| Minière Lasauvage          | 1 − 2       | Amis des Sports Schifflange |
| Olympique Eischen          | 4 − 2       | Jeunesse Biwer              |
| Orania Vianden             | 5 − 6       | Chiers Rodange              |
| Racing Rodange             | 1 − 3       | Jeunesse Schieren           |
| Rapid Neudorf              | 2 − 1       | Jeunesse 07 Kayl            |
| Red Star Merl              | 3 − 4 (dts) | Arminia Weidingen           |
| Résidence Walferdange      | 3 − 5       | Gold a Ro't Wiltz           |
| The Belval Belvaux         | 4 − 1       | Victoria Rosport            |
| The National Schifflange   | 1 − 2       | Koeppchen Wormeldange       |
| Tricolore Gasperich        | 1 − 2       | UNA Strassen                |
| Yellow Boys Weiler-la-Tour | 5 − 0       | Sporting Bettembourg        |
| Young Boys Diekirch        | 1 − 2       | Oberkorn                    |
| Lorentzweiler              | 1 − 1 (dts) | Titus Lamadelaine           |

| Squadra 1                  | Risultato | Squadra 2         |
| -------------------------- | --------- | ----------------- |
| 4 ottobre 1967 (Spareggio) |           |                   |
| Lorentzweiler              | 2 − 1     | Titus Lamadelaine |

### Sedicesimi di finale
| Squadra 1                  | Risultato   | Squadra 2                   |
| -------------------------- | ----------- | --------------------------- |
| 5 novembre 1967            |             |                             |
| Chiers Rodange             | 2 − 4       | Stade Dudelange             |
| Etzella Ettelbruck         | 3 − 4 (dts) | Rumelange                   |
| Fola Esch                  | 2 − 3       | Aris Bonnevoie              |
| Gold a Ro't Wiltz          | 1 − 9       | US Dudelange                |
| Grevenmacher               | 1 − 0       | Progrès Niedercorn          |
| Jeunesse Schieren          | 1 − 3       | Alliance Dudelange          |
| Jeunesse Wasserbillig      | 0 − 2       | Spora Luxembourg            |
| Koeppchen Wormeldange      | 1 − 2       | CS Hollerich                |
| Mertert                    | 0 − 5       | Union Luxembourg            |
| Oberkorn                   | 6 − 0       | Amis des Sports Schifflange |
| Rapid Neudorf              | 0 − 2       | Jeunesse Esch               |
| UNA Strassen               | 0 − 5       | Avenir Beggen               |
| Yellow Boys Weiler-la-Tour | 2 − 4       | Pétange                     |
| Arminia Weidingen          | 3 − 3 (dts) | The Belval Belvaux          |
| Lorentzweiler              | 1 − 1       | Mondorf                     |
| Olympique Eischen          | 1 − 1 (dts) | Red Boys Differdange        |

| Squadra 1                   | Risultato | Squadra 2     |
| --------------------------- | --------- | ------------- |
| 8 novembre 1967 (Spareggio) |           |               |
| Mondorf                     | 3 − 2     | Lorentzweiler |

| Squadra 1                  | Risultato   | Squadra 2            |
| -------------------------- | ----------- | -------------------- |
| 9 novembre 1967 (Spareggi) |             |                      |
| Olympique Eischen          | 2 − 1 (dts) | Red Boys Differdange |
| The Belval Belvaux         | 5 − 0       | Arminia Weidingen    |

### Ottavi di finale
| Squadra 1          | Risultato   | Squadra 2          |
| ------------------ | ----------- | ------------------ |
| 3 dicembre 1967    |             |                    |
| Aris Bonnevoie     | 5 − 1       | Olympique Eischen  |
| CS Hollerich       | 4 − 2       | Grevenmacher       |
| Mondorf            | 2 − 0       | Spora Luxembourg   |
| Oberkorn           | 2 − 3       | Avenir Beggen      |
| Pétange            | 0 − 1 (dts) | Jeunesse Esch      |
| Rumelange          | 2 − 1       | Alliance Dudelange |
| Stade Dudelange    | 4 − 3       | Union Luxembourg   |
| The Belval Belvaux | 4 − 1       | US Dudelange       |

### Quarti di finale
| Squadra 1       | Risultato | Squadra 2          |
| --------------- | --------- | ------------------ |
| 21 gennaio 1968 |           |                    |
| Aris Bonnevoie  | 3 − 1     | Avenir Beggen      |
| Jeunesse Esch   | 3 − 1     | Stade Dudelange    |
| Mondorf         | 4 − 2     | CS Hollerich       |
| Rumelange       | 4 − 0     | The Belval Belvaux |

### Semifinali
| Squadra 1      | Risultato | Squadra 2     |
| -------------- | --------- | ------------- |
| 28 aprile 1968 |           |               |
| Aris Bonnevoie | 4 − 2     | Mondorf       |
| Rumelange      | 3 − 1     | Jeunesse Esch |

### Finale
| Lussemburgo (città) 11 maggio 1968, ore 17.45 | Rumelange     | 0 – 0 (d.t.s.) | Aris Bonnevoie | Stade de Luxembourg (6000 spett.)\| Arbitro: \| Albert Victor \| |
| Arbitro:                                      | Albert Victor |                |                |                                                                  |

### Finale (Ripetizione)
| Arbitro: | Albert Victor |

|                    |           |  |
| Furio Cardoni 117’ | Marcatori |  |

| Rumelange | Aris Bonnevoie |

### Formazioni
| Rumelange       |    |                                 |  |      |  |
|                 |    |                                 |  |      |  |
| POR             | 1  | Bruno Ferrero                   |  |      |  |
| DIF             | 2  | Jean Schluter                   |  |      |  |
| DIF             | 3  | Valerio Maiolatesi              |  |      |  |
| DIF             | 4  | François Eisenbarth             |  |      |  |
| DIF             | 5  | Bernard Bordignon               |  |      |  |
| DIF             | 6  | Claude Hamm                     |  |      |  |
| CEN             | 7  | Pierre Jean (20' KIRSCH Edmond) |  |      |  |
| CEN             | 8  | René Cardoni                    |  |      |  |
| ATT             | 9  | Norbert Leszczynski             |  |      |  |
| ATT             | 10 | Furio Cardoni                   |  | 117’ |  |
| ATT             | 11 | Marcel Bertoldo                 |  |      |  |
| A disposizione: |    |                                 |  |      |  |
| Allenatore:     |    |                                 |  |      |  |
| ?               |    |                                 |  |      |  |

| Aris Bonnevoie  |    |                         |  |  |  |
|                 |    |                         |  |  |  |
| POR             | 1  | Théo Stendebach         |  |  |  |
| DIF             | 2  | Emile Wagner            |  |  |  |
| DIF             | 3  | Jean-Pierre Hoffstetter |  |  |  |
| DIF             | 4  | Paul Hoscheit           |  |  |  |
| DIF             | 5  | Josy Pesch              |  |  |  |
| DIF             | 6  | Raymond Stocklausen     |  |  |  |
| CEN             | 7  | Nicky Hoffmann          |  |  |  |
| CEN             | 8  | Josy Kunnert            |  |  |  |
| ATT             | 9  | Bert Heger              |  |  |  |
| ATT             | 10 | Marco Maas              |  |  |  |
| ATT             | 11 | Josy Kirchens           |  |  |  |
| A disposizione: |    |                         |  |  |  |
| Allenatore:     |    |                         |  |  |  |
| ?               |    |                         |  |  |  |